# Pascual Ortiz Rubio
Pascual Ortiz Rubio (Morelia, 10 marzo 1877 – Città del Messico, 4 novembre 1963) è stato un politico e generale messicano.
È stato Presidente del Messico dal 5 febbraio 1930 al 3 settembre 1932.